# Habenaria hirsutissima
Habenaria hirsutissima är en orkidéart som beskrevs av Victor Samuel Summerhayes. Habenaria hirsutissima ingår i släktet Habenaria och familjen orkidéer. Inga underarter finns listade i Catalogue of Life.